# Parc national naturel Selva de Florencia
Le parc national naturel Selva de Florencia est un parc national situé dans le département de Caldas, en Colombie.